# Inno nazionale dell'Azerbaigian
L'inno nazionale dell'Azerbaigian (in azero estesamente Azərbaycan Respublikasının Dövlət Himni, «inno nazionale della Repubblica dell'Azerbaigian») è uno dei principali simboli di Stato del paese asiatico, insieme alla bandiera e allo stemma. Il titolo originale era Azərbaycan marşı (azero per Marcia dell'Azerbaigian). Il testo fu scritto dal poeta Əhməd Cavad, e la melodia fu composta da compositore Üzeyir Hacıbəyov nel 1919. L'inno è stato ufficialmente adottato il 27 maggio 1992 dopo il ripristino dell'indipendenza dell'Azerbaigian.

## Storia

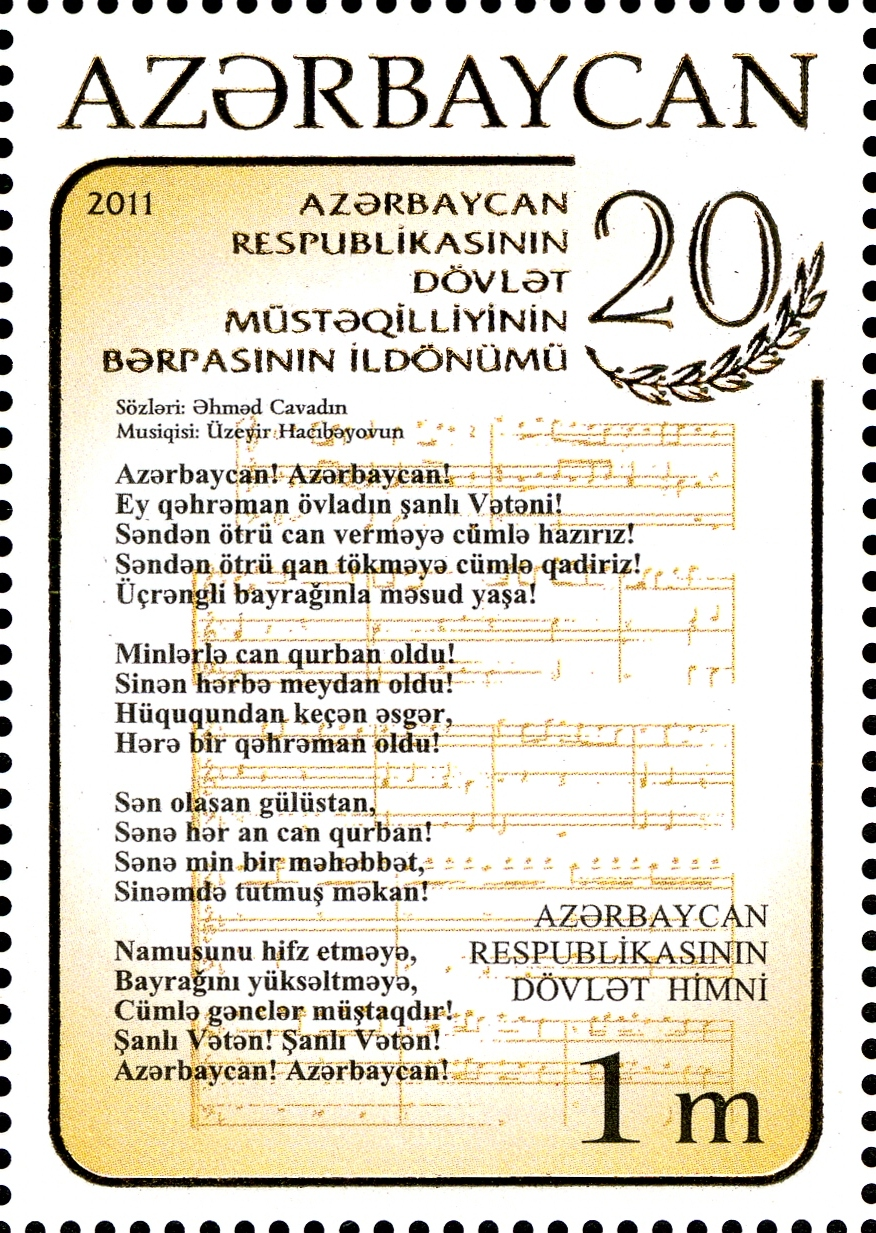
Il ventesimo anniversario della restaurazione dell'indipendenza statale della Repubblica dell'Azerbaigian.

Durante gli anni della Repubblica Democratica dell'Azerbaigian, il compositore Uzeir Hajibeyov ha scritto due marce. Entrambi questi lavori sono stati pubblicati nel libro del musicologo turco Etem Ungör "Marce turche" (turco - Türk marşları), pubblicato nel 1965 ad Ankara. I manoscritti di queste marce furono consegnati in Turchia da parte del fratello del compositore Jeyhun Hajibeyov. Una di queste marce è chiamata "Marcia nazionale dell'Azerbaigian" (in azero - Azerbaycan milli marşı). Nel 1919 questo lavoro ricevette il primo premio dell'ADR annunciato dal governo (questo è stato menzionato nel giornale "Azerbaigian" il 14 novembre 1919). Il manoscritto di questa marcia, scritto da Uzeyir Hajibeyov, è stato conservato nella casa museo del compositore a Baku.
Riguardo alla seconda marcia, chiamata "Marcia dell'Azerbaigian" (in azero - Azərbaycan marşı), il pubblicista turco fornisce le seguenti informazioni: "durante quegli anni in cui l'Azerbaigian non aveva ancora perso la sua indipendenza, questa marcia fu cantata nelle scuole militari prima dell'inizio delle lezioni". Successivamente, questa marcia nell'arrangiamento per il coro e l'orchestra del compositore Aydin Azimov fu adottata come inno nazionale della Repubblica dell'Azerbaigian. Il fatto che questa marcia fosse l'inno della Repubblica Democratica dell'Azerbaigian è confermato anche dai documenti custoditi nella casa museo di Uzeir Hajibeyov.
Secondo la decisione del Milli Majlis della Repubblica dell'Azerbaigian del 27 maggio 1992, la "Marcia dell'Azerbaigian", la cui musica è stata scritta da Uzeyir Hajibeyov, e le parole di Ahmed Javad, è stata adottata come inno nazionale dell'Azerbaigian. Secondo la decisione del Milli Majlis della Repubblica dell'Azerbaigian del 2 marzo 1993, è stata approvata la disposizione sull'inno nazionale della Repubblica dell'Azerbaigian.

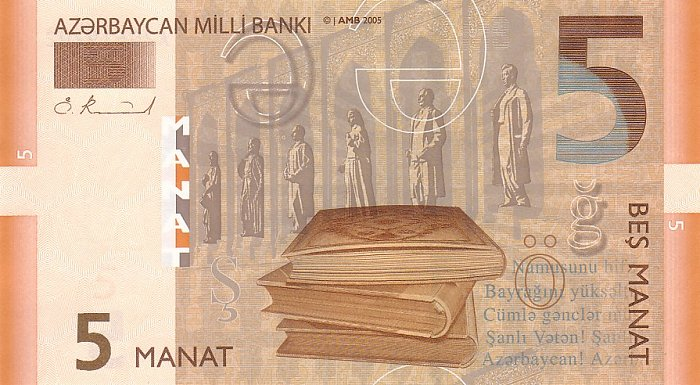
Banconota dell'Azerbaigian in valore nominale di 5 manat con il testo dell'inno.

Il testo dell'inno può essere trovato su una banconota dell'Azerbaigian in valore nominale di 5 manati. Il testo dell'inno in bronzo dorato è anche installato sulla piazza della bandiera statale a Baku. Nel 2011, in onore del ventesimo anniversario dell'indipendenza della Repubblica dell'Azerbaigian, è stato emesso un francobollo con il testo dell'inno.

## Regolamento
I regolamenti per l'esecuzione dell'inno nazionale sono stabiliti dalla legge firmata dal presidente Heydər Əliyev nel 1996. Mentre un'esecuzione dell'inno può includere solo musica, solo parole, o una combinazione di entrambi, l'inno deve essere eseguito utilizzando la musica ufficiale e parole prescritte dalla legge. Una volta che un'esecuzione è stata registrata, può essere utilizzata per qualsiasi scopo, ad esempio in una trasmissione radiofonica o televisiva.

## Testo in azero
| Alfabeto latino (ufficiale) | Alfabeto cirillico | Alfabeto perso-arabo |
| Azərbaycan! Azərbaycan! Ey qəhrəman övladın şanlı Vətəni! Səndən ötrü can verməyə cümlə hazırız! Səndən ötrü qan tökməyə cümlə qadiriz! Üçrəngli bayrağınla məsud yaşa! Minlərlə can qurban oldu, Sinən hərbə meydan oldu! Hüququndan keçən əsgər, Hərə bir qəhrəman oldu! Sən olasan gülüstan, Sənə hər an can qurban! Sənə min bir məhəbbət Sinəmdə tutmuş məkan! Namusunu hifz etməyə, Bayrağını yüksəltməyə Namusunu hifz etməyə, Cümlə gənclər müştaqdır! Şanlı Vətən! Şanlı Vətən! Azərbaycan! Azərbaycan! | Азәрбајҹан! Азәрбајҹан! Еј гәһрәман өвладын шанлы Вәтәни! Сәндән өтрү ҹан вермәјә ҹүмлә һазырыз! Сәндән өтрү ган төкмәјә ҹүмлә гадириз! Үчрәнҝли бајрағынла мәсʼуд јаша! Минләрлә ҹан гурбан олду, Синән һәрбә мејдан олду! Һүгугундан кечән әсҝәр, Һәрә бир гәһрәман олду! Сән оласан ҝүлүстан, Сәнә һәр ан ҹан гурбан! Сәнә мин бир мәһәббәт Синәмдә тутмуш мәкан! Намусуну һифз етмәјә, Бајрағыны јүксәлтмәјә Намусуну һифз етмәјә, Ҹүмлә ҝәнҹләр мүштагдыр! Шанлы Вәтән! Шанлы Вәтән! Азәрбајҹан! Азәрбајҹан! | آذربایجان! آذربایجان! ای قهرمان اولادین شانلی وطنی! سندن اوترو جان ورمه‌یه جومله حاضریز! سندن اوتروقان توکمه‌یه جومله قادیریز! اوچرنگلی بایراقین‌لا مسعود یاشا! مینلرله جان قوربان اولدو، سینن حربه میدان اولدو! حقوقوندان کچن عسکر، هره بیر قهرمان اولدو! سن اولاسان گولوستان، سنه هرآن جان قوربان! سنه مین بیر محبت سینه‌مده توتموش مکان! ناموسونو حیفظ اتمه‌یه، بایراقینی یوکسلتمه‌یه ناموسونو حیفظ اتمه‌یه، جومله گنجلر موشتاقدیر! شانلی وطن! شانلی وطن! آذربایجان! آذربایجان! |

### Trascrizione fonetica
| Trascrizione AFI dell'azero |
| --- |
| [ɑ̝z̪æ̞ɾbɑ̝jˈd͡ʒɑ̝n ǀ ɑ̝z̪æ̞ɾbɑ̝jˈd͡ʒɑ̝n ‖] [e̞j gæ̞hɾæ̞ˈmɑ̝n ø̞yɫɑ̝ˈd̪ɯ̞n ʃɑ̝ŋˈɫɯ̞ væ̞t̪æ̞ˈni ‖] [s̪æ̞nˈd̪æ̞n ø̞t̪ˈɾy d͡ʒɑ̝n ve̞ɾmæ̞ˈjæ̞ d͡ʒymˈlæ̞ hɑ̝z̪ɯ̞ˈɾɯ̞z̪ ‖] [s̪æ̞nˈd̪æ̞n ø̞t̪ˈɾy gɑ̝n t̪ø̞cmæ̞ˈjæ̞ d͡ʒymˈlæ̞ gɑ̝d̪ɯ̞ˈɾɯ̞z̪ ‖] [yt͡ʃɾæ̞ɲɟˈli bɑ̝jɾɑ̝ɣɯ̞ŋˈɫɑ̝ mæ̞ˈs̪ud̪ jɑ̝ˈʃɑ̝ ‖] [minlæ̞ɾˈlæ̞ d͡ʒɑ̝ŋ guɾˈbɑ̝n o̞ɫˈd̪u ǀ] [s̪iˈnæ̞n hæ̞ɾˈbæ̞ me̞jˈd̪ɑ̝n o̞ɫˈd̪u ‖] [hygugunˈd̪ɑ̝ɲ ce̞ˈt͡ʃæ̞n æ̞s̪ˈɟæ̞ɾ ǀ] [hæ̞ˈɾæ̞ biɾ gæ̞hɾæ̞ˈmɑ̝n o̞ɫˈd̪u ‖] [s̪æ̞n o̞ɫɑ̝ˈs̪ɑ̝ɲ ɟylyˈs̪t̪ɑ̝n ǀ] [s̪æ̞ˈnæ̞ hæ̞ɾɑ̝n d͡ʒɑ̝ŋ guɾˈbɑ̝n ‖] [s̪æ̞ˈnæ̞ mimbiɾ mæ̞hæ̞bˈbæ̞t̪] [s̪inæ̞mˈd̪æ̞ t̪ut̪ˈmuʃ mæ̞ˈcɑ̝n ‖] [nɑ̝mus̪uˈnu hifz̪ e̞t̪mæ̞ˈjæ̞ ǀ] [bɑ̝jɾɑ̝ɣɯ̞ˈnɯ̞ jyçs̪æ̞lt̪mæ̞ˈjæ̞] [nɑ̝mus̪uˈnu hifz̪ e̞t̪mæ̞ˈjæ̞ ǀ] [d͡ʒymˈlæ̞ ɟæ̞nd͡ʒˈlæ̞ɾ myʃt̪ɑ̝gˈd̪ɯ̞ɾ ‖] [ʃɑ̝ŋˈɫɯ̞ væ̞ˈt̪æ̞n ǀ ʃɑ̝ŋˈɫɯ̞ væ̞ˈt̪æ̞n ‖] [ɑ̝z̪æ̞ɾbɑ̝jˈd͡ʒɑ̝n ǀ ɑ̝z̪æ̞ɾbɑ̝jˈd͡ʒɑ̝n ‖] |

### Alfabeti storici
Dall'esistenza dell'inno, l'azero è stato scritto in molti alfabeti diversi.
| 1991–1992 | 1939–1958 | 1933–1939 | 1929–1933 |
| Azärbaycan! Azärbaycan! Ey qähräman övladın şanlı Vätäni! Sändän ötrü can vermäyä cümlä hazırız! Sändän ötrü qan tökmäyä cümlä qadiriz! Üçrängli bayrağınla mäsud yaşa! Minlärlä can qurban oldu, Sinän härbä meydan oldu! Hüququndan keçän äsgär, Härä bir qähräman oldu! Sän olasan gülüstan, Sänä här an can qurban! Sänä min bir mähäbbät Sinämdä tutmuş mäkan! Namusunu hifz etmäyä, Bayrağını yüksältmäyä Namusunu hifz etmäyä, Cümlä gänclär müştaqdır! Şanlı Vätän! Şanlı Vätän! Azärbaycan! Azärbaycan! | Азәрбайҹан! Азәрбайҹан! Эй гәһрәман өвладын шанлы Вәтәни! Сәндән өтрү ҹан вермәйә ҹүмлә һазырыз! Сәндән өтрү ган төкмәйә ҹүмлә гадириз! Үчрәнҝли байрағынла мәсуд яша! Минләрлә ҹан гурбан олду, Синән һәрбә мейдан олду! Һүгугундан кечән әсҝәр, Һәрә бир гәһрәман олду! Сән оласан ҝүлүстан, Сәнә һәр ан ҹан гурбан! Сәнә мин бир мәһәббәт Синәмдә тутмуш мәкан! Намусуну һифз этмәйә, Байрағыны йүксәлтмәйә Намусуну һифз этмәйә, Ҹүмлә ҝәнҹләр мүштагдыр! Шанлы Вәтән! Шанлы Вәтән! Азәрбайҹан! Азәрбайҹан! | Azərʙajçan! Azərʙajçan! Ej qəhrəman ɵvladьn şanlь Vətəni! Səndən ɵtry çan verməjə çymlə hazьrьz! Səndən ɵtry qan tɵkməjə çymlə qadiriz! Ycrəngli ʙajraƣьnla məsud jaşa! Minlərlə çan qurʙan oldu, Sinən hərʙə mejdan oldu! Hyququndan kecən əsgər, Hərə ʙir qəhrəman oldu! Sən olasan gylystan, Sənə hər an çan qurʙan! Sənə min ʙir məhəʙʙət Sinəmdə tutmuş məkan! Namusunu hifz etməjə, Bajraƣьnь jyksəltməjə Namusunu hifz etməjə, Çymlə gənçlər myştaqdьr! Şanlь Vətən! Şanlь Vətən! Azərʙajçan! Azərʙajçan! | Azərbajcan! Azərbajcan! Ej kəhrəman ɵvladı̡n зanlı̡ Vətəni! Səndən ɵtru can verməjə cumlə hazı̡rı̡z! Səndən ɵtru kan tɵkməjə cumlə kadiriz! Uçrənƣli bajragı̡nla məsyd jaзa! Minlərlə can kyrban oldy, Sinən hərbə mejdan oldy! Hukykyndan keçən əsƣər, Hərə bir kəhrəman oldy! Sən olasan ƣulustan, Sənə hər an can kyrban! Sənə min bir məhəbbət Sinəmdə tytmyз məkan! Namysyny hifz etməjə, Bajragı̡nı̡ juksəltməjə Namysyny hifz etməjə, Cumlə ƣənclər muзtakdı̡r! Зanlı̡ Vətən! зanlı̡ Vətən! Azərbajcan! Azərbajcan! |

### Traduzione italiana
Azerbaigian! Azerbaigian!
Terra amata da valorosi figli,
Siamo pronti a dare il nostro cuore e la nostra vita per te.
Tutti noi daremmo il sangue per te.
Vivi felicemente, con il tuo vessillo tricolore.
Vivi felicemente, con il tuo vessillo tricolore.
Migliaia di anime sono state sacrificate per te.
Il tuo petto divenne un campo di battaglia.
I soldati che si privarono delle proprie vite,
ciascuno di loro è diventato un eroe.
Possa tu divenire un giardino rigoglioso.
Siamo pronti a dare il nostro cuore e la nostra vita per te.
Possa tu divenire un giardino rigoglioso.
Migliaia e più di gesti affettuosi vivono nel mio cuore. [ per te ]
E sostengo il tuo onore.
Per innalzare la tua bandiera
E sostengo il tuo onore,
tutti i giovani sono impazienti.
Terra amata, terra amata.
Azerbaigian! Azerbaigian!
Azerbaigian! Azerbaigian!